# 神奈月
神奈月（かんなづき、1965年（昭和40年）11月3日 - ）は、日本のものまねタレントである。本名、奥村 聡司（おくむら さとし）。「神無月」の表記は誤り。岐阜県土岐市駄知町出身。太田プロダクション所属。

## 来歴
小学校4〜5年生のころ、デビュー当時の長州力（当時は本名の吉田光雄名義）の仕草を兄に披露したのが初めてのものまねであるという。あのねのねが司会を務めた『発表!日本ものまね大賞』などの視聴者参加型のものまね番組や、素人からものまねで有名になった竹中直人、小堺一機らの活躍を観て、さらにものまねの面白さに目覚めていった。
岐阜県立多治見北高等学校在学時には、文化祭などで教師や芸能人のものまねを披露しており、生徒から人気があった。5時SATマガジンの「ローカルスターベストテン」コーナーに連続でランクインし、第1位になったこともあった。
高校卒業後に上京し、池袋のショーパブ「スター誕生」にてものまねの仕事を始める。当初はコロッケのパロディのような芸風で物まねをしていた。この店ではお笑いトリオの松竹梅がコントライブを開催しており、リーダーの松稔（）に「芸能界に入りたい」と相談して、ネタの作り方やものまねのアドバイスを受けていた。『ものまねバトル』出演時から使い始める芸名「神奈月」の名付け親も松である（エピソード節も参照）。
ショーパブでの活動と並行して、渡辺正行が主催する「ラ・ママ新人コント大会」にも参加し、芸の腕を磨いた。渡辺からは「夜の仕事のトークを、いかに芸人っぽくするかが大事」「ものまねを半分、あとの半分はトークやギャグで笑わせられれば、もっとものまねが活きてくる」と、現在の芸風につながるアドバイスを受け、ラ・ママではトップバッターとして盛り上げ役を務めるようになった。
1987年にデビュー。「師匠がないのでは仕事がとれぬから」といわれ関東の形態模写のベテランであった佐々木つとむに師事したが、同年9月、佐々木は愛人関係にあった女性に殺害される（加害者も2日後に自殺）という形で師匠を突然失うことになった。佐々木没後は、芸能事務所に属さずフリーとして活動し、マネージメントも自分で行っていたが、ギャラの安さや、仕事が入っても安易にキャンセルされてしまうという不安定さから人間不信になってしまった。2000年より太田プロに所属している。
『ものまねバトル』には1995年春の第2回から毎回出演していた。出演当初は、番組側から長嶋茂雄のものまねを求められ、視聴者にも「長嶋監督のものまねの人」のイメージが根付き、仕事が増え始めた。しかし一方では、同じものまねで飽きられないかという不安や、プリティ長嶋などと比較しての葛藤もあったという。その後、2000年の放送で萩原流行のものまねを披露したところ絶賛され、また2001年に長嶋が監督退任したこともあって、長嶋のものまねから解放された。以降は、それまで深夜番組で披露していた武藤敬司などの実験的なものまねもゴールデンタイムで披露できるようになった。さらに石橋貴明やSMAPなどに気に入られ『うたばん』への出演機会が多くなるなど、テレビ出演なども増え知名度を上げた。なお、『ものまねバトル』終了後の2009年5月からは、後番組である『ものまねグランプリ』に出演を続けている。

## 人物
身長172cm 体重82kg。血液型はB型。
既婚で、妻はエステ会社を経営している。
アスリートやビジュアル系のものまねを得意分野とするが、役者や歌手やアニメキャラまでレパートリーは幅広い。どちらかというと形態模写寄りで、さらに本人よりもしぐさや特徴を誇張して演じることで、「似ている・似ていない」よりも、笑いに比重を置いている。女性や子役をまねるネタも多い。

## エピソード
同じ土岐市出身である近藤サトと出身高校は同一であるが、3年離れていたため同時に在籍はしていない。酒井敏也は同じ駄知町・中学の先輩である。
プロ野球は読売ジャイアンツのファンである。周囲は中日ドラゴンズファンが多かったが、少年野球の監督が巨人ファンであったことが理由で巨人ファンになった。
「神奈月」の芸名は松稔（元・松竹梅）が名付け親である。『ものまねバトル』に出演が決まった神奈月が、急遽芸名を付けなければと松に相談した。その際、名字は三文字にしようということになり、松が「ボンちゃん（神奈月のあだ名）、出身は?」と聞くと「岐阜です」、「生まれ月は?」「神無月です」と答え、候補に挙がった「五十嵐」「長良川」「神無月」の三つのうち本人の希望で「神無月」に決まった。しかし、彼の生まれ月は「神無月」の10月ではなく、「霜月」の11月だった。制作局の日本テレビには「神無月」で提出したが、生まれ月とは異なるため「無」を「奈」に変えて「神奈月」に決定した。
2006年10月に公開された映画『木更津キャッツアイ ワールドシリーズ』に本人役で出演している。2011年11月に放送されたドラマ『ここが噂のエル・パラシオ』第8話でも本人役で出演した。
『発掘!あるある大事典II』が終了するきっかけとなった、納豆ダイエットの回に出演していた。納豆ダイエットに挑み2週間で3.1kg減量しているが、これは納豆の成分のためではなく納豆をご飯にかけず食事前に食べることにより普段の7 - 8分目で食事を済ませるようにしていたことが原因とされる。データ捏造問題が発覚し、番組は翌々週までに打ち切りとなっている。
第7回『お笑い芸人歌がうまい王座決定戦スペシャル』では、圧倒的な歌唱力で決勝まで進出したが、増田英彦に敗れ優勝を逃している。
Yahoo! 動画（現・GYAO!）で配信されている『NO KEIRIN, NO LIFE』では、取材した選手がいずれもその特集の開催で優勝を果たしていることから、「競輪界のあげちん」と呼ばれている。
日産車好きで「日産・ライダー」のブラックを所有している。その前に所有していたのは日産・エルグランドであった。このことが縁で2008年11月1日に大磯ロングビーチにて開催されたオーテックジャパン主催の「AUTECH OWNERS GROUP 湘南里帰りミーティング2008」にゲストとして出演、持ちネタである武藤敬司や萩原流行などのものまねを披露した。
地元番組『スタイルプラス』に出演する時のテロップは奥村聡司（神奈月）と本名も表示され、共演者から「奥村さん」と呼ばれている。また、モノマネ時の格好をせずに素の姿で出演しているが、当番組のロケや生中継ではなじみのあるモノマネを披露している。
妻とは神奈月がショーパブに勤務していた頃からの付き合いで、神奈月が今ほど売れていなかった時期も、妻がエステティシャンとしての収入で神奈月を支え続けていたという。愛妻家としても知られている。『私の何がイケないの?』では、2015年3月9日放送分の企画で、妻が病気になったという嘘のメールを神奈月に送ったところ、神奈月が予定していた食事会を早く切り上げ、妻のために栄養剤などを買って帰宅し、出演者を感心させた。
連続テレビ小説『半分、青い。』では、2018年8月4日の放送分にて少年野球の監督として出演した。ワンシーンのみの登場だったが、同作品が岐阜県を舞台にしており、神奈月が流暢な岐阜弁で演じたことから、ツイッターのトレンドに上がるなど話題となった。

## ものまねの評価

### 武藤敬司のものまね
武藤敬司のものまねをすることを初めて意識したのは、長州力、馳浩に次ぐプロレスラーものまねを模索しながら無精ひげを生やしていた頃、野上彰に「あれ？なんか武藤に雰囲気がちょっと似てますね。やったほうがいいじゃないですか」とアドバイスされた時だった。しかし、当時の武藤はカッコ良さがかたまった正統派のベビーフェイスであり、笑いにつなげられる要素が見当たらなかったためその時は断念した。武藤のものまねをやろうと決心したきっかけは、本人のスキンヘッド姿を見たことだった。「これはパーティーグッズ屋でスキンヘッドのカツラを買って、黒いタイツを穿けばものまねできるんじゃないの？」と思い実行、ライブや舞台から武藤のものまねを披露し始めた。最初にお墨付きをもらったのは同郷の橋本真也からである。深夜番組で武藤のものまねを見た橋本に「いやー、武藤ちゃんのものまねはめちゃくちゃ面白いよ。絶対に似てるからやり続けたほうがいいよ」と称賛されたことにより、「これは間違いないんじゃないか」と自信になったという。神奈月自身は自分を代表するほどのものまねになるとは思っておらず、実際にテレビでウケるようになるまで10年近く掛かったが、それでもやり続けたことで現在では神奈月のものまねの代名詞になった。武藤本人はもちろん、蝶野正洋からも「本物そっくり」とお墨付きを得ており、武藤のものまねは闘魂三銃士全員からお墨付きを得たことになる。なお、武藤がスキンヘッドを初めて披露したのは2000年の大みそかであるため、武藤のものまねを始めたのは21世紀に入ってからであり、20世紀中に武藤のものまねを披露したことはない。
武藤と交流を持って以降は、本人とともに握手会イベントなどに参加することもある。武藤のものまねをする時は、武藤の口癖「差し当たって、」を連発する。なお、萩原流行が神奈月と武藤のモノマネをしたことがあり、これを武藤本人が見ていたため、武藤が萩原のモノマネを披露している。
2006年3月21日には全日本プロレスのファン感謝デー興行で、武藤に扮して本物の武藤とタッグを結成。小島聡・イジリー岡田組（イジリーは三沢光晴に扮して登場）と、本物のプロレスの試合を行った。さらに同年12月15日のファン感謝デー興行では「F-1タッグ選手権（Fはフェイクの頭文字）」なる王座を賭けて再び武藤と「二人とも武藤」のタッグを組み、天山広吉・原口あきまさ組（原口は蝶野正洋に扮して登場）と対戦し勝利、同王座の初代王者となった。以降もF-1タッグには2012年までレギュラー参戦し、当時の全日本の感謝祭興行では欠かせない人物となっていた。
2013年に武藤が全日本を離脱後に旗揚げしたWRESTLE-1では、9月8日のオープニングセレモニーにて武藤のものまねをしながら挨拶を行った。2015年10月9日開催の、F-1タッグ選手権を復活する形で新設されたWRESTLE-1のタイトル「F-1タッグチャンピオンシップ」には、改めて武藤とのタッグで参戦し、征矢学・スギちゃん組を破って初代王座に就いた。
2005年8月20日に放送された『リングの魂・橋本真也追悼スペシャル』には蝶野とともに武藤の扮装で登場。蝶野が神奈月に「じゃあ武藤さん! 橋本の追悼興行、やりますからね」と言ったところ神奈月は武藤の真似で「俺はもうさ、蝶野がちゃんとやってくれるなら、そりゃやるよ!」と返した。すると蝶野は「いっつもそうなんだよ! 自分は何にもやんないで全部他人にまかすんだから!」と呆れ、司会の南原清隆から「お前そんな所まで似てるのかよ!」と大爆笑された。アドリブの一言まで本人に似ているという稀有なモノマネ芸である。なお、生前の橋本真也とは、同郷ということもあり親交があった。
長州小力と長州力の関係のように、神奈月が武藤のものまねをすることにより、それまでプロレスに全く興味もない者（特に女性など）にも、実際の武藤の戦う姿は見ないにせよ、武藤敬司というプロレスラーとしての知名度を広く知らしめた貢献者とも言える。ちなみに、略歴の項でも述べたとおり、長州は神奈月が初めて習得したものまねであり、F-1タッグの試合でも披露したことがある。
先述の通り、神奈月の他のプロレスラーのものまねとしては、馳浩を披露することが多い。こちらも、武藤や高見恭子などから高い評価を受けている。馳のものまねをする際には、彼のデビュー当時を思わせる長髪のかつらをつけ、「元気出せよー!」と甲高い声で叫ぶネタを多用している。
また近年は天龍源一郎の真似もYouTubeチャンネルでの、似ていなかったら即ビンタという企画内で蝶野正洋に絶賛されている。

### その他のものまね
萩原流行のものまねも彼の代表的なネタのひとつで、『おネプ!』や2005年9月15日放送の『うたばん』で萩原本人と共演した。教師びんびん物語の満田亀造をベースにしていると言う。萩原のものまねをする際には、「なんだよ。りゅうこうと書いて、ながれと読むんです」が決め台詞となっていた。実際に萩原夫妻の前でものまねを披露した際、萩原は「全然似てない」と否定したが、妻のまゆ美はそのものまねで笑いこけて「そっくり」と絶賛した。また、香取慎吾が神奈月に会ってからは、香取が「神奈月が演じる萩原流行」のものまねをしていた。2015年4月22日の萩原の逝去に際しては、自身のブログで「突然の事なので…なんと申し上げてよいのか…本当に言葉が出ない状況です。」と彼の死を悔やんだ。萩原死去から封印していたが、約3ヶ月後、まゆ美が太田プロを訪れて、萩原が愛用していたテンガロンハットを形見としてプレゼントし、「夫のモノマネを続けて欲しい」と告げていったという。
井上陽水のものまねも、奥田民生や依布サラサからは「非常に似ている」との評価をもらい、二人とも陽水風のかつらとサングラスをつけた神奈月との2ショットの写真を頼んだほどであった。ただし井上本人からは、何のコメントももらっていないという。
石原良純も代表的なネタであり、石原の代理としてものまねしながら天気予報を行ったこともある。
『内村プロデュース』でジャッキー・チェンがゲスト出演した回では、映画賞コントのプレゼンター役として石原良純や井上陽水、新庄剛志などのものまねを披露した。ジャッキーは神奈月の芸達者ぶりに感心し、エンディングで神奈月が再登場すると、本編の優勝者だった三村マサカズから優勝トロフィーを奪い取って神奈月に渡していた。神奈月は本来は審査対象外だったが、ジャッキーに認められて優勝するという名誉にあずかった。
「『ぷっ』すま」のものまね対決企画で披露した松坂大輔のものまねも、細かすぎる絶妙の描写を演じたが、スタジオに女性が多かったせいか笑い声は少なく、はなわの演じた松井稼頭央のものまねに敗退した。土田晃之は「男受けするものまねしかやらない」と感心するやら呆れるやらの様子であった。

### ものまねグランプリでの活躍
2010年9月21日放送の『ものまねグランプリ ザ・サバイバル』では前田敦子のものまねを披露し、AKB48とも共演を果たした。ゲスト審査員の点数は対戦相手の超新塾の方が上だったが、一般審査員の点数も加味した結果では神奈月が逆転し、勝利を収めた。以降は『ものまねグランプリ』で上位争いに絡むことも多くなり、以前の「男受けしかしない」という状況を脱した。
2016年4月5日放送の『ものまねグランプリ なるか世代交代!嵐の下克上スペシャル』では、腹筋トレーニング機器「ワンダーコア」のCMのパロディで、剛力彩芽、武藤敬司、吉川晃司、井上陽水、やくみつる、高橋英樹、ディーン・フジオカ、手倉森誠、長州力、琴奨菊と早変わりしてみせるネタを披露した。長州に変身する際、アシスタントの黒子が衣装をうまく剥ぎ取れないというアクシデントもあったが、デルピエロ山口、石出奈々子のチャレンジャーペアに勝利した。さらには、『ものまねグランプリ』開始から7年（前身番組の『ものまねバトル』時代も含めると21年）の出演にして初となるMVPも獲得した。自身のブログでは、「ネット上では賛否両論ありましたが、今後も変わらず、皆さんの期待を裏切る事なく、好き勝手に自分のワールドを突き進みます」と宣言していた。
2017年9月26日放送の『ものまねグランプリ 芸人40組秋のガチランキングスペシャル!』では、神奈月自身が好きな俳優だと語る吉田鋼太郎のものまねを披露、40組中3位という高評価を得た。同年12月5日放送の『ものまねグランプリ ザ・トーナメント』では、吉田のものまねを発展させた「吉田クイズ」のネタを披露。このネタの最後には、「吉田鋼太郎のものまねをする神奈月」のものまねをしているという体裁で吉田本人が登場し、神奈月との共演が実現した。吉田も神奈月のファンだと語り、番組では神奈月からの無茶振りにより武藤敬司のものまねを披露した。
2018年5月22日放送の『ものまねグランプリ 男芸人ＶＳ女芸人 怒涛のガチバトルSP』では、長嶋一茂、ドナルド・トランプ、ハーバート・マクマスター、レックス・ティラーソン、谷岡郁子、藤澤五月、鈴木夕湖、吉田知那美のネタを披露し荒牧陽子に勝利。男芸人チームの優勝に貢献すると共に、2度目のMVPを獲得した。
2018年10月2日放送の『ものまねグランプリ 芸人41組秋のガチランキングSP!』では、渡辺謙が出演する「ハズキルーペ」のCMのパロディである「カンナヅキルーペ」のネタを披露。渡辺謙、菊川怜、井上陽水、内田正人および井上奨（日本大学フェニックス反則タックル問題の記者会見のものまね）、山根明、長州力と天龍源一郎の対談、本間朋晃とつなぐ構成で、41組中1位を獲得。
さらに12月18日放送の『ものまねグランプリ2018~ザ・トーナメント~』では、一回戦でイジリー岡田、二回戦でコロッケを撃破。決勝戦では、長嶋一茂、石原良純、玉川徹、張本勲、林家ペー、林家パー子、渡辺謙、内田裕也、ドナルド・トランプ、古市憲寿、山根明、塚原千恵子、沢田研二のものまねでDA PUMPのU.S.A.を披露。青木隆治やホリ、Mr.シャチホコを抑えて優勝。年間完全制覇を達成した。
2021年7月14日放送の『水曜日のダウンタウン』では、「声を操るプロ声優ならモノマネも上手いはず説」として、ものまねタレントが声優にものまねを指導しトーナメントを戦わせる企画があり、神奈月は武内駿輔とタッグを組んだ。神奈月は「骨格が似ていると結構声って似る」として武内に福山雅治のものまねを指導。これがコロッケなどから高評価を獲得しトーナメントを優勝、SNSでも大きな話題となった。2021年12月21日放送の『ものまねグランプリ ザ・トーナメント』には武内が初出場し、山寺宏一や福山雅治のものまねで初優勝を果たした。ここでも神奈月は武内をサポートしており、武内はものまねの師匠である神奈月に「良い恩返しができた」と感謝の言葉を述べた。

## ものまねレパートリー
- 秋山博康
- 青木理
- 赤井英和
- 秋元康
- 阿久悠
- 朝倉未来
- アニマル浜口
- 安倍晋三
- 阿部四郎
- 阿部慎之助
- アルベルト・アインシュタイン
- アレックス・ラミレス
- アンドレ・ザ・ジャイアント
- あの
- 芦田愛菜
- Ylvis
- 岩本勉
- 稲葉篤紀
- 伊藤美誠
- イヴァンカ・トランプ
- 池上彰
- 石田重廣
- 石原良純
- 石原伸晃
- 石原慎太郎
- イチロー
- IKKO
- 稲垣啓太
- 井上裕介
- 井上陽水
- 井脇ノブ子
- イジリー岡田
- 池田美優
- 井上奨
- 上原りさ
- 上戸彩
- 宇梶剛士
- 内川聖一
- 内田裕也
- 内館牧子
- 内田正人
- 瑛人
- 枝野幸男
- 岡田彰布
- 大友康平
- 大道典良
- 大森南朋
- 大谷翔平
- 岡本和真
- 大谷徹
- 岡島秀樹
- オカダ・カズチカ
- 岡村勝正
- 落合福嗣
- 落合博満
- 落合信子
- 小渕恵三
- 及川光博
- 大倉士門
- 香川照之
- 鶴竜力三郎
- 片岡愛之助
- 金本知憲
- カルロス・ゴーン
- 川越達也
- 川島永嗣
- 川澄奈穂美
- 神田正輝
- 加藤諒
- 北口榛花
- 岸田文雄
- 木下富美子
- 菊川怜
- 菊池桃子
- 稀勢の里寛
- 木田優夫
- 北大路欣也
- 北島康介
- 吉川晃司
- Kiroro
- 木戸修
- 木戸愛
- 桐谷美玲
- キラー・カーン
- 栗山英樹
- クリス松村
- 黒田博樹
- 桑田真澄
- 源田壮亮
- 近藤健介
- コウメ太夫
- ゴー☆ジャス
- 小池百合子
- 小泉進次郎
- 剛力彩芽
- 古川優奈
- 小島聡
- 琴欧洲勝紀
- 琴奨菊和弘
- 小橋建太
- 駒野友一
- 五郎丸歩
- 斉藤由貴
- 堺雅人
- 坂上忍
- 佐々木則夫
- サニブラウン・アブデル・ハキーム
- サルバドール・ダリ
- 澤穂希
- 沢田研二
- 佐々木朗希
- 佐々木健介
- 周東佑京
- ジェームス小野田
- 白井一行
- 篠山紀信
- 清水希容
- ジャスティン・ビーバー
- 江宏傑
- 獣神サンダー・ライガー
- ジョー・バイデン
- ショーンK
- 新海誠
- 新庄剛志
- 鈴木誠也
- スーザン・ボイル
- スーパー・ストロング・マシーン
- 菅義偉
- スコット・マシソン
- 鈴木みのる
- 菅田将暉
- スタン・ハンセン
- 鈴木夕湖
- 鈴木福
- 大勢
- タイガー・ウッズ
- タイガー・ジェット・シン
- タイガーマスク
- 高岸宏行
- 高城剛
- 高橋克典
- 高橋ジョージ
- 高橋英樹
- 高橋由伸
- 高見盛精彦
- 滝川クリステル
- 滝藤賢一
- 竹内力
- 竹原慎二
- 田中史朗
- 田中将大
- 谷亮子
- 谷岡郁子
- 玉川徹
- 田村優
- ダルビッシュ有
- 壇蜜
- チャン・グンソク
- 長州力
- 塚原千恵子
- TJ・ペレナラ
- デーモン閣下
- 手倉森誠
- デニス・サファテ
- 寺田心
- 天山広吉
- 天龍源一郎
- DJ KOO
- DJ LOVE
- ディーン・フジオカ
- とにかく明るい安村
- トム・ホーバス
- ドナルド・トランプ
- トム・クルーズ
- 豊田真由子
- トレイ・ムーア
- 中島イシレリ
- 中田翔
- 長嶋一茂
- 長嶋茂雄
- 永田裕志
- 新原浩朗
- 錦織圭
- 西村健太朗
- NiziU
- 野村萬斎
- 野原しんのすけ
- 原田泰雅
- 張本智和
- ハーヴェイ・ワインスタイン
- ハーバート・マクマスター
- 葉加瀬太郎
- 萩原流行
- 橋本環奈
- 橋本マナミ
- 馳浩
- 畠山和洋
- 林修
- 原辰徳
- ハリウッドザコシショウ
- 張本勲
- ハルク・ホーガン
- バルビーノ・ガルベス
- 日馬富士公平
- パク・ソジュン
- 林家ペー
- 林家パー子
- PUFFY
- 彦摩呂
- 栄喜
- ヒラリー・クリントン
- 広瀬香美
- 広瀬すず
- 福山雅治
- 船越英一郎
- 古市憲寿
- フレディ・マーキュリー
- ブルーザー・ブロディ
- フロイド・メイウェザー・ジュニア
- ブライアン・メイ
- 藤田和之
- 藤井聡太
- 藤澤五月
- 細川たかし
- 細木数子
- 堀江翔太
- 本間朋晃
- 保科有里
- ボブ・ディラン
- 牧秀悟
- 松田宣浩
- マイケル・チャン
- 前田日明
- 真木蔵人
- 前田敦子
- 前田健太
- 真壁刀義
- 槇原敬之
- 舛添要一
- 松岡修造
- 松方弘樹
- 松木安太郎
- 松坂大輔
- 松嶋菜々子
- 松山千春
- 松山英樹
- Matt
- マーク・クルーン
- 松島幸太朗
- 前田亘輝
- 美木良介
- ミゲル・ゲレイロ
- 水谷隼
- 三田寛子
- 宮崎美子
- 宮根誠司
- ミラ・ジョヴォヴィッチ
- 美輪明宏
- 武藤敬司
- 村上宗隆
- 村尾信尚
- 村田諒太
- 村方乃々佳
- 村下孝蔵
- 森喜朗
- 森進一
- 森山みなみ
- やくみつる
- 山本由伸
- 山田哲人
- 山口鉄也
- 山口智子
- 山根明
- 山路徹
- ユリ・グリエル
- 吉田正尚
- 吉田類
- 吉田輝星
- 吉田鋼太郎
- 吉田沙保里
- 吉田潤喜
- 吉田茂
- 吉田松陰
- 吉田知那美
- ラーズ・ヌートバー
- リオネル・メッシ
- ルイス・フォンシ
- レックス・ティラーソン
- 蓮舫
- 渡辺明
- 渡辺謙

## 出演

### バラエティ番組

#### 日本テレビ
- ものまねバトル（日本テレビ）
- ものまねグランプリ（日本テレビ）- トーナメント'18優勝。'16・'17年準優勝。'11年第8位。'20・'22年決勝進出。
- いろもん（2000年6月8日、日本テレビ)
- ラジかるッ（2005年10月2日、2006年10月11日、日本テレビ）
- エンタの神様（2003年6月14日、日本テレビ）
- メレンゲの気持ち（2000年12月2日、2001年7月7日、12月29日、2017年10月28日、日本テレビ）
- 笑点（2003年4月20日、2005年2月20日、日本テレビ）
- ダウンタウンのガキの使いやあらへんで（2002年6月16日、2003年9月21日、日本テレビ）
- オジサンズ11（日本テレビ、2008年6月16日、日本テレビ）
- ぐるぐるナインティナイン（日本テレビ、2007年1月11日、2008年1月18日、2009年1月9日、2010年1月14日、2018年5月17日、11月29日、日本テレビ）
- 中井正広のブラックバラエティ（2007年3月4日、2009年7月5・12・19日、12月6・13・20・27日、2010年1月10・17・24・31日、日本テレビ）
- スクール革命（2009年8月16日、2012年7月22日、2015年6月14日、21日、2016年3月13日、2017年7月9日、2018年6月17日、日本テレビ）
- 有吉ゼミ（2018年7月2日、8月20日、11月19日、日本テレビ）
- ニノさん（2018年6月17日、日本テレビ）
- 1周回って知らない話（2017年3月1日、2018年11月21日、日本テレビ)

#### テレビ朝日
- 内村プロデュース（2003年8月18日、2004年5月31日、6月7日、2005年5月16日、テレビ朝日）
- おネプ!（テレビ朝日）- 「超有名人が集まる喫茶店」レギュラー
- ちゃんネプ（2001年4月2日、10月15日、テレビ朝日）
- パパパパPUFFY（2000年12月13日、2001年6月13日、20日、2002年3月20日、テレビ朝日）
- ロンドンハーツ（2002年9月3日、10日、2003年2月11日、テレビ朝日）
- ぷらちなロンドンブーツ（2001年9月6日、2002年6月6日、8月1日、2003年6月20日、8月29日、テレビ朝日）
- アメトーーク（2003年7月14日、9月22日、2004年4月26日、5月10日、7月19日、8月16日、9月6日、13日、2005年6月13日、27日、12月12日、2006年1月9日、3月27日、6月5日、12日、2007年1月18日、10月25日、2009年9月3日、10日、2010年1月7日、14日、8月19日、2011年3月31日、5月5日、テレビ朝日）
- ぷっすま（2000年10月31日、2006年5月2日、6月13日、11月28日、2010年2月9日、2015年1月9日、テレビ朝日）
- ナニコレ珍百景（2010年7月21日、2013年3月6日、7月17日、2014年4月2日、テレビ朝日）
- さきっちょ（2010年6月1日、8月17日、テレビ朝日）
- お願い!ランキング（2010年5月5日、6月16日、9月13日、2011年5月16日、7月25日、10月11日、10月28日、2012年1月31日、9月11日、10月30日、2013年3月19日、11月26日、2014年1月8日、3月25日、7月8日、テレビ朝日）
- ザワつく!一茂良純時々ちさ子の会 （テレビ朝日、2018年12月5日、2019年1月30日、2月6日、2月13日、2月15日、3月8日、8月30日、9月6日、テレビ朝日）
- 羽鳥慎一モーニングショー新春特大スペシャル（テレビ朝日、2019年1月1日[16]、2020年1月1日[17]、2021年1月1日、2022年1月1日）
- 相葉マナブ（テレビ朝日）謎の所長、ナレーション

#### フジテレビ
- 花王名人劇場（1990年1月28日、関西テレビ制作・フジテレビ系列） - 「神奈月聡」名義
- プロ野球珍プレー好プレー大賞（2001年7月13日、フジテレビ）
- とんねるずのみなさんのおかげでした（フジテレビ）- 「2億4千万のものまねメドレー選手権」にレギュラー出演。
- 情報プレゼンター とくダネ！（フジテレビ）
- ものまね王座決定戦（フジテレビ、2014年12月12日、2015年12月11日）- '14年準決勝進出
- 有吉弘行のダレトク!?（フジテレビ、2015年5月26日、8月18日、2017年6月20日、8月1日、2018年7月10日）
- FNS27時間テレビ（フジテレビ、2015年7月26日、2018年9月8日）
- はねるのトびら（フジテレビ、2006年4月19日、26日、5月10日、24日、7月5日、8月9日、23日、11月15日）
- 芸能人が本気で考えた!ドッキリGP （フジテレビ、2018年11月10日、2019年8月3日、9月7日）
- 千鳥の鬼レンチャン（フジテレビ、2022年6月5日）

#### テレビ東京
- TVチャンピオン（テレビ東京、2004年4月29日、2005年4月28日）
- 田舎に泊まろう（テレビ東京、2006年1月29日）
- 元祖!でぶや（テレビ東京、2005年5月6日、10月2日、2006年2月3日、3月3日、8月18日）
- 笑いの花道（テレビ東京、2006年11月11日、2007年7月28日）
- 今夜もドル箱（テレビ東京、2006年12月14日、2008年6月24日、2010年7月13日）
- ぐいぐいチャップリン（テレビ東京、2016年9月23日）
- にちようチャップリン（テレビ東京、2017年9月24日）

#### NHK
- 笑いがいちばん（NHK、2002年9月8日、2004年2月15日、2010年9月26日）
- きよしとこの夜（NHK、2008年9月11日）
- アインシュタインの眼（NHK）
- 有田P おもてなす（NHK、2018年6月23日）

#### TBS
- ウッチャンナンチャンのお笑いバトル　（TBS、2001年12月29日、2002年12月28日、2003年12月30日、2004年8月27日）
- 学校へ行こう!（TBS、2004年4月27日）
- うたばん（TBS、2004年11月18日、2005年1月20日、6月2日、8月4日、9月15日、2006年8月31日、11月30日、2008年2月28日、5月15日）
- もくげき（TBS、2005年8月4日、24日）
- 全員正解あたりまえクイズ（TBS、2006年1月25日）
- お笑いDynamite（TBS、2007年12月29日、2008年12月28日、2009年12月29日、2011年12月29日）
- お笑いメリーゴーランド（TBS、2008年10月16日、2009年1月6日）
- お笑いLIVE10（TBS、2006年1月18日、2月1日）
- リンカーン（TBS、2007年3月20日、4月17日、2008年7月1日、8月12日、19日、2011年11月1日、2012年11月20日、2014年10月8日）
- 大好き五つ子（2008）第32話　塾講師
- 水曜日のダウンタウン（TBS、2014年7月9日、9月3日、2017年4月26日、6月7日、2018年12月5日、2019年1月16日）
- 坂上&指原のつぶれない店（TBS、2018年12月23日）
- さんま・玉緒のお年玉あんたの夢をかなえたろかスペシャル （TBS、2019年1月14日）
- 櫻井・有吉THE夜会 （TBS、2019年5月30日、6月13日）

#### その他
- スタイルプラス（東海テレビ）
- ヒミツのちからんど（NHK教育） 声の出演、モグライアン役
- スイッチ!（東海テレビ）
- 芸能人格付けチェック（朝日放送テレビ） - 新庄剛志の代演

### テレビドラマ
- ここが噂のエル・パラシオ 第8話（テレビ東京、2011年11月25日） - 本人 役
- 連続テレビ小説 半分、青い。 第108話（NHK、2018年8月4日） - 少年野球の監督 役[5]
- グッドワイフ 第7話（TBS、2019年2月24日） - 田所正二 役[18]
- 焼肉プロレス 第九戦 (テレビ大阪、8月28日放送) - 極悪番長こと尾崎 役[19]
- 孤独のグルメ Season9 第1話（テレビ東京、2021年7月10日） - 男性客 役[20]

### 映画
- 木更津キャッツアイ ワールドシリーズ（2006年10月28日公開、アスミック・エース） - 本人役

### ウェブテレビ
- オジきゅんです!（2021年1月30日 - 、ABEMA） - 密着されおじさん

### 音楽
- ジュマンジ・ロック（2018年、武藤敬司・愛莉with神奈月名義）映画『ジュマンジ/ウェルカム・トゥ・ジャングル』キャンペーンソング　※歌ってはおらずPVのみの出演[21]